# ريان رشيد
ريان رشيد (من مواليد 28 يوليو 1994 في الجديدة بلبنان) هي لاعبة كرة قدم لبنانية سابقة لعبت كلاعبة خط وسط، ولاعبة كرة قدم الصالات كمدافعة، مثلت لبنان دوليًا في كل من كرة القدم وكرة الصالات.

## مهنة النادي
لعبت مع ذوق مصبح وأوبريتوس في الدوري اللبناني لكرة القدم للسيدات.

## مهنة دولية
توجت مع منتخب لبنان في كل من كرة القدم وكرة الصالات: وفي كرة القدم، مثلت لبنان في مسابقات متعددة، أبرزها تصفيات كأس آسيا للسيدات 2014 عام 2013 حيث لعبت مباراتين، ولعبت ثلاث مباريات في كأس أفروديت للسيدات عام 2015.
وفي كرة الصالات، لعبت مع منتخب لبنان في بطولة آسيا لكرة الصالات للسيدات عام 2018.

## روابط خارجية
- ريان على على موقع كووورة